# Distretto di Ghanshe
Il distretto di Ghanshe ((EN)  Ghanche) è un distretto della regione di Gilgit-Baltistan in Pakistan. La città di Khaplu è il capoluogo del distretto.